# Cleisostoma filiforme
Cleisostoma filiforme es una especie de orquídea que se encuentra en Asia.

## Descripción
Es una planta pequeña a grande, que prefiere el clima cálido, de hábitos epifitas con tallos colgantes cilíndricos, con hojas alargadas, filiformes, cilíndricas, acuminadas. Florece en el verano y el otoño en una inflorescencia curva, de 15 a 25 cm de largo, racemosa, laxamente con hasta 30 flores con brácteas lanceoladas diminutas.

## Distribución y hábitat
Esta especie colgante crece en el Himalaya chino, Assam, Himalaya oriental, Nepal, Sikkim, Birmania, Tailandia, Laos y Vietnam como un pequeño a grande, caliente para calentar epifita creciendo y tiene un colgante,

## Taxonomía
Cleisostoma filiforme fue descrita por (Lindl.) Garay y publicado en Botanical Museum Leaflets 23(4): 171. 1972.
Etimología
Cleisostoma: nombre genérico que deriva del griego: kleistos, que significa "boca cerrada".
filiforme: epíteto latino que significa "en forma de línea".
sinonimia
- Saccolabium luisioides Gagnep.
- Sarcanthus filiformis Lindl.[5][6]